# Vittorio Belleli
Vittorio Belleli (Trieste, 5 marzo 1911 – Milano, 27 ottobre 1996) è stato un cantante italiano.

## Biografia
Vittorio Belleli nasce a Trieste il 5 marzo 1911. Appassionato di musica leggera, inizia a cantare, su esortazione di alcuni amici, durante alcune feste fatte in casa.
Dotato di una voce calda e piacevole, viene notato dal maestro Cesare Galli che lo ingaggia per una serie di serate al Giardino Diana di Milano.
Debuttò alla radio nel 1931, dalla Sala Gay di Torino, nell'orchestra da ballo diretta dal maestro Cinico Angelini, divenendo il primo cantante della radio italiana.
Prima di Belleli, che inizialmente nelle sue esibizioni faceva uso del megafono, chi cantava era un semplice membro dell'orchestra. Con lui nasceva una figura, quella appunto del "cantante della radio", destinata a caratterizzare profondamente la programmazione musicale radiofonica fino agli anni sessanta.
Tra i suoi successi Dove e quando (a lungo la sigla dell'orchestra Angelini), Ci-ci (Catalinetta bella), Tu cosa farai di me, Vieni vieni, Dolce e amorevole, Blue Moon, Luna malinconica, Il più bel tango del mondo e Aranci.
Dal 1949 al 1957 è stato anche la voce solista del gruppo Franco e i "G.5".

## Discografia parziale

### 78 giri
- 1945: I'll Walk Alone/Seet And Lovely (Cetra, DC 4380)
- 1945: Il treno della neve/La polca dei baci (Cetra, DC 4382)